# McDonald’s Burnie International 2010
Das McDonald’s Burnie International 2010 war ein Tennisturnier des ITF Women’s Circuit 2010 für Damen und ein Tennisturnier der ATP Challenger Tour 2010 für Herren in Burnie. Die Turniere fanden parallel vom 1. bis 7. Februar 2010 statt.